# Província de Palerm
La província de Palerm  (sicilià Pruvincia di Palermu) és una antiga província de la regió de Sicília dins Itàlia.
Limitava a l'oest amb la província de Trapani, al sud amb les províncies d'Agrigent i de Caltanissetta, a l'est amb les províncies de Messina i Enna. El territori inclïa 82 municipis, entre ells l'illa d'Ustica.
El 4 d'agost de, 2015 i va ser reemplaçada per la Ciutat Metropolitana de Palerm.

## Municipis

Municipis de la província de Palerm

## Ciutats
| Ciutat          | Població (ab) | Superfície (km²) |
| --------------- | ------------- | ---------------- |
| Bagheria        | 55.682        | 29 km²           |
| Monreale        | 36.395        | 529 km²          |
| Carini          | 33.087        | 76 km²           |
| Partinico       | 31.762        | 110 km²          |
| Termini Imerese | 27.482        | 78 km²           |
| Misilmeri       | 26.817        | 69 km²           |
| Villabate       | 21.942        | 3.83 km²         |

## Galeria d'imatges

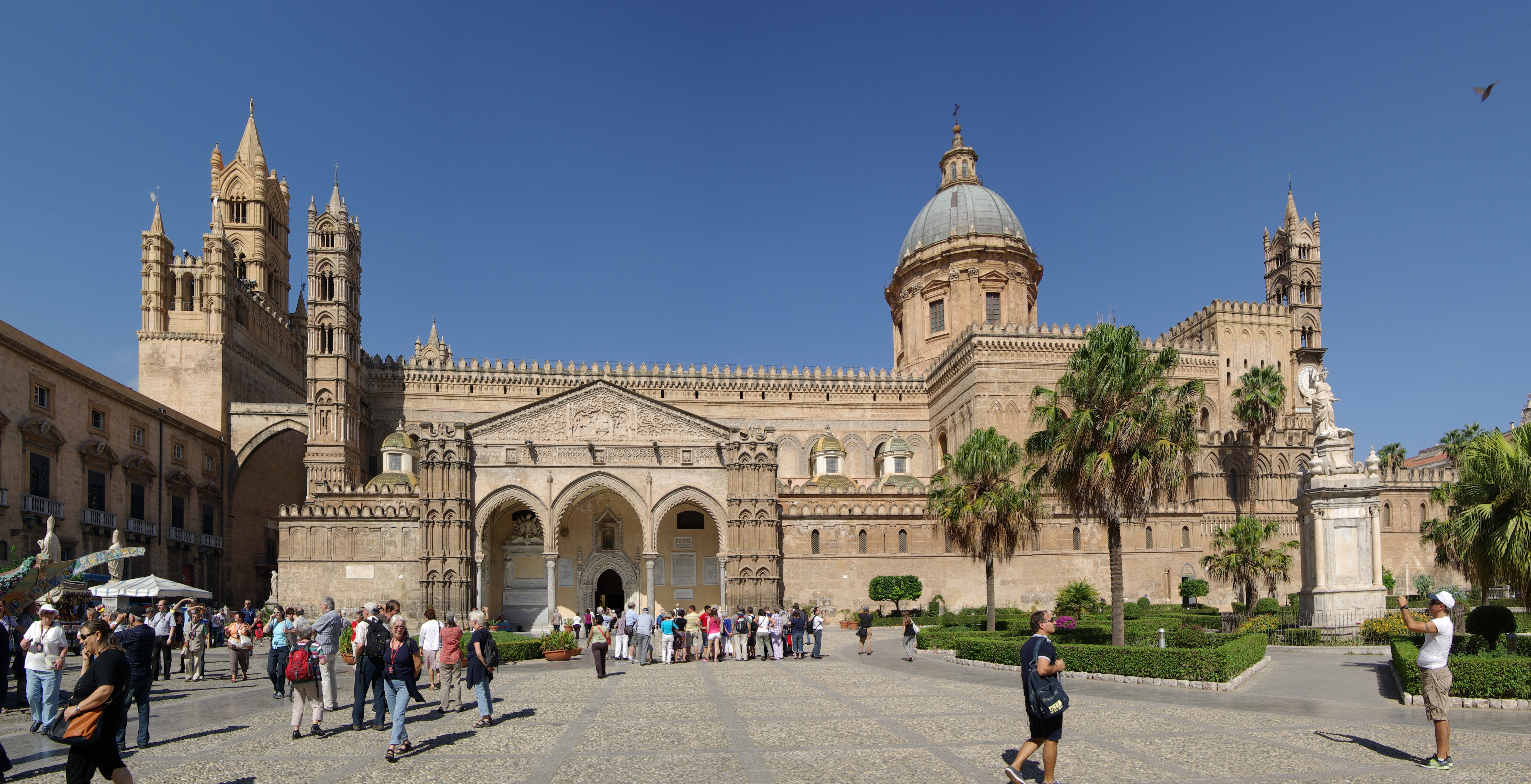
Catedral de Palerm
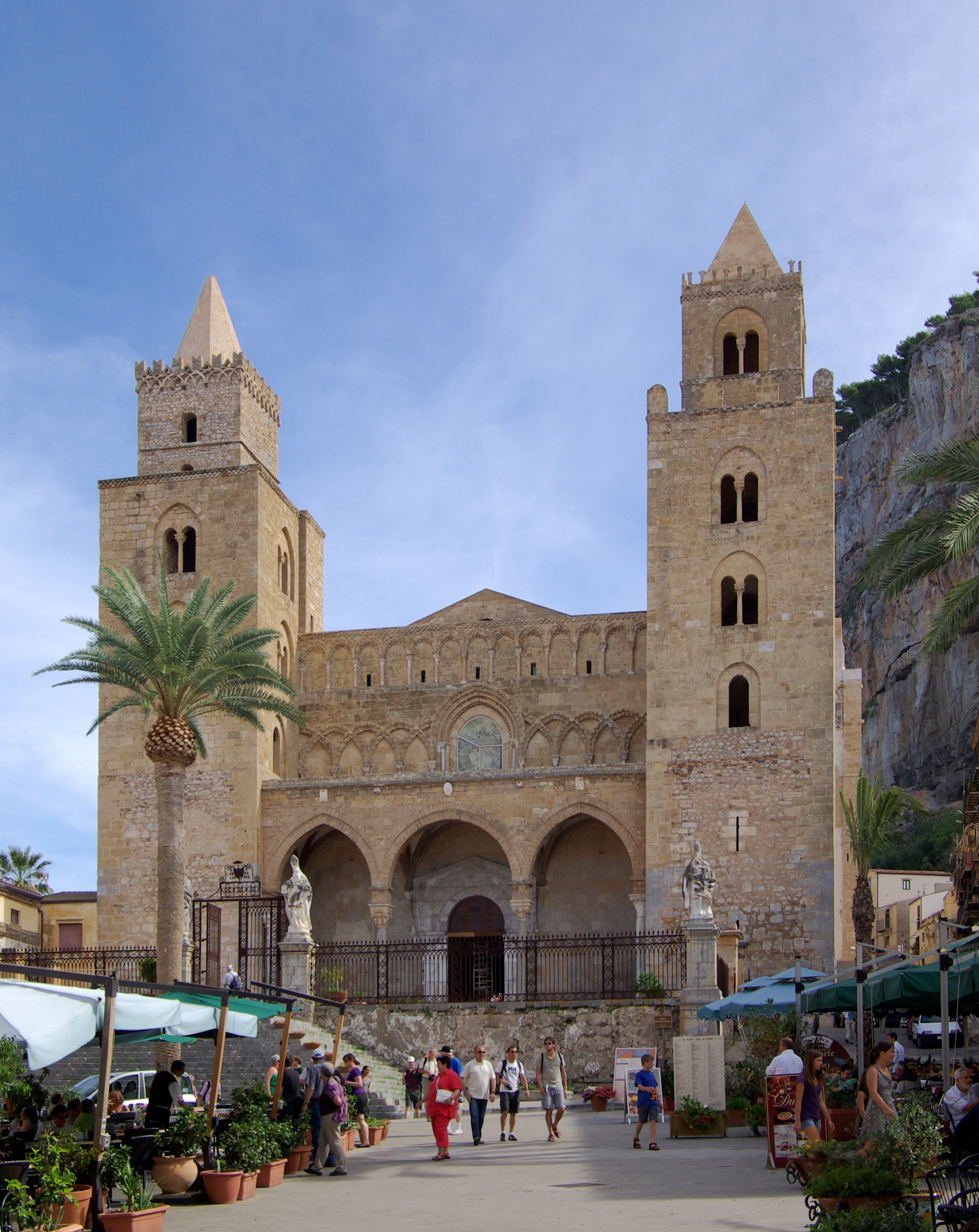
Duomo de Cefalù
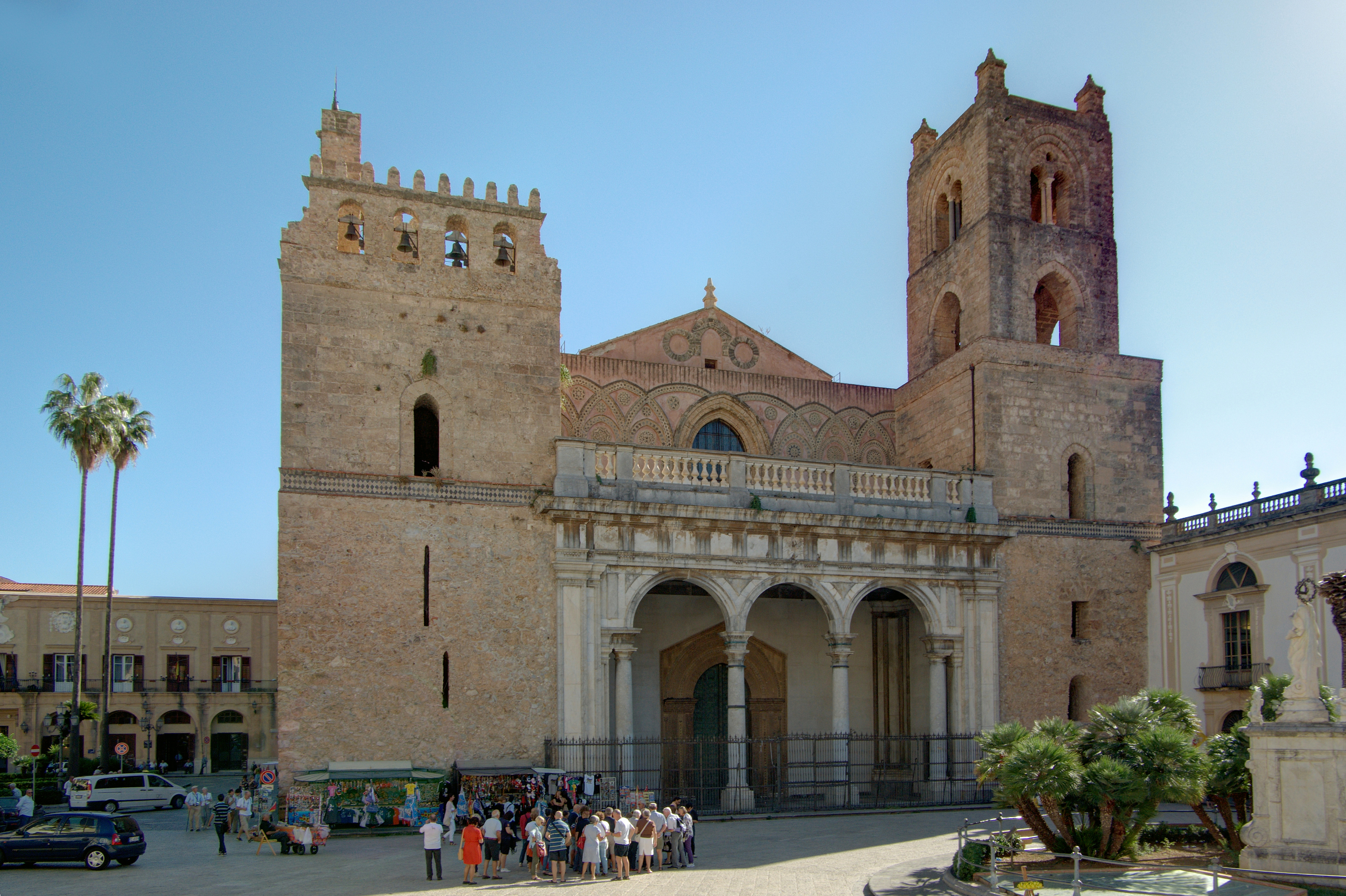
Catedral de Monreale